# ЕТА (организација)
ЕТА, акроним за Еускади та аскатасуна (баск. Euskadi Ta Askatasuna,  „Баскијска домовина и слобода”) била је оружана љевичарска баскијска националистичка и сепаратистичка организација у Баскији (у сјеверној Шпанији и југозападној Француској). Скупина је основана 1959. године и касније се развила из скупине која је промовисала баскијску културу у паравојску скупину укључену у насилну кампању бомбардовања, убистава и отмица у Јужној Баскији и широј територији Шпаније. Циљ организације је била независна Баскија. ЕТА је главна скупина у Баскијском националном ослободилачком покрету и најважнији баскијски учесник у Баскијском сукобу.
Између 1968. и 2010. године, извршила је убиства преко 820 људи (укључујући 340 цивила) и ранила више хиљада. ЕТА је класификована као терористичка скупина у Шпанији, Француској, Уједињеном Краљевству, Сједињеним Државама, Канади и Европској унији. Овом конвенцијом се води више домаћих и међународних медија, које такође скупину називају „терористичком”. Више је од 300 чланова скупине у затворима у Шпанији, Француској и другим земљама.
ЕТА је проглашавала примирја 1989, 1996. и 2006. године. ЕТА је ново примирје прогласила 5. септембра 2010. године које је још увијек на снази, а 20. октобра 2011. је најавила „дефинитивни престанак њених оружаних активности”. Дана 24. новембра 2012. године, извјештено је да је скупина спремна да преговара о „дефинитивном крају” својих операције и да се потпуно распусти. Скупина је 7. априла 2017. године објавила је одустала од свог оружја и експлозива и да ће наредног дана бити званично разоружана организација.
Слоган ЕТЕ је „Наставите на оба” (баск. Bietan jarrai), а односи се на двије фигуре у њеном симболу, змију (која представља политику) обмотану око сјекире (која представља оружану борбу).

## Настанак
ЕТА је настала трансформацијом дела студентске организације која се борила против војне диктатуре генерала Франка и за очување баскијске културе.

## Тренутно стање
ЕТА је најактивнија терористичка организација у Западној Европи. Више од три деценије залажу се са стварање независне државе Баскије на територији региона Баскија који обухвата више покрајина Шпаније и делове југозападне Француске. Примирје су већ два пута објављивали деведесетих.
ЕТА је објавила прекид ватре почев од петка 24. марта 2006. Шпанска национална телевизија је објавила снимак тројице представника ове организације са маскама на лицима и береткама специфичним за ову паравојну формацију на глави како сједећи за столом читају саопштење о прекиду ватре.
Разговори су вођени током целе 2006. иако су се спорадично дешавали мањи инциденти попут крађе око 300 пиштоља, муниције и резервних делова у Француској током октобра 2006. Такође су се и у више наврата појављивале траке на којима су маскирани чланови ЕТА изјављивали како ће и даље користити оружје све док не остваре независност
Почетком 2008. године ЕТА је затражила независност Баскије од Шпаније  наводећи пример албанских политичара са Косова који захтевају отцепљење од Србије.
ЕТА је 20. октобра 2011. године објавила коначан прекид своје оружане активности.

## Број и структура жртви
Постоје извесна спорења око броја и класификације жртава. ЕТА не сматра цивилне руководиоце полиције и војске цивилима док их Шпанска власт сматра отуд су и податке из табеле треба третирати информативно. Такође за известан број жртава који се воде као цивили, ЕТА сматра да су они заправо повезани на овај или онај начин са полицијом или оружаним снагама (тајне службе, прикривени агенти итд.).